# 常紋隧道
常紋隧道是北海道旅客铁道公司（JR 北海道）石北本线的单线非电气化铁路隧道，位於生田原站和金华號誌站之间，穿过连接远轻町和北见市的常紋嶺。靠近西留邊蘂的隧道口附近，曾设有常紋號誌站，但號誌站已於2017年停用。

## 概述
於1912 年3月開始興建湧别線常紋隧道。 常紋一名乃來自北見方向的常呂郡以及遠輕方向的纹别郡（舊生田原町）。 
與石北本線的石北隧道（穿越北見峠）一樣，經過鮮有人煙地帶的這段路線是最困難的路段之一，經過36個月的艱苦施工才貫通。隧道海拔約347公尺，長507 米 ，於1914年（大正3年）通車。

## 章鱼部屋劳动与人柱的传说

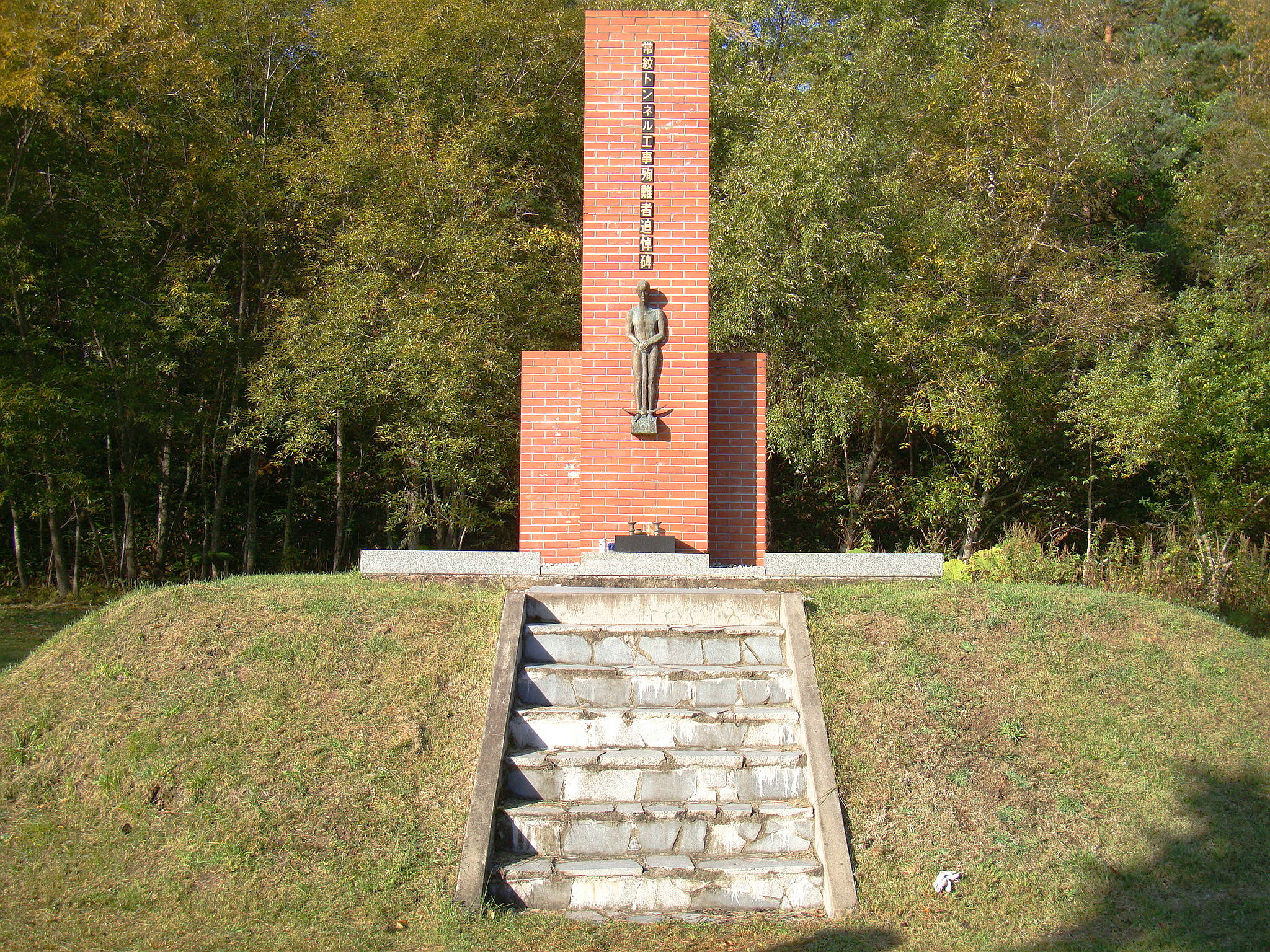
殉職者纪念碑

隧道興建過程因章鱼部屋勞動而聞名。這些被稱為「章鱼」的工人來自本州，進行困難的工作但食物不足，到1914年10月隧道竣工時有 100 多人死亡
據稱，在施工過程中，不少工人因疲勞或營養不良導致脚气病而倒下。倒下者不僅沒有醫療，還遭到暴力對待。死亡者遺體被埋在隧道内或工地附近的森林里。 據稱附近的居民采野菜时曾捡到了人類的肢體骨骼。 
隧道開通後，隧道內常發生緊急停車事故，因此在1959年（昭和34年），日本国铁的中湧別保線區與當地町長配合，在隧道的留邊蘂町側約一公里處，興建了地藏王雕像以慰靈。在地藏王雕像後面的空地挖掘出約50具遺骸，每年6月都會舉行追思會。 
傳說一名「章魚」工人因不聽從上司的指示而被鏟子打死，被埋在隧道做為人柱 。後來由於1968年十勝大地震造成隧道壁損壞，進行了整修工程，於1970年擴建常紋站方向的第三個躲避空間的工程時，在距離磚牆約60厘米的礫石中發現了一具頭骨受損的人體骨骼，證明了人柱的傳說。 
後續調查發掘又發現了10具遺體，被埋葬在留邊蘂町公墓的「常紋隧道殉職者墓」中。  1980年11月，当时的留邊蘂町纪念碑建设委员会在金华號誌站西側的高地（金華小學舊址）建造了一座俯瞰石北本線的紀念碑。 

## 蒸汽機車攝影名點
建在陡坡上的常紋號誌站和比鄰的常紋隧道，曾經是铁道迷拍攝D51型蒸汽機車重聯運轉及加掛辅助機車行駛貨運列車的熱門景點。旅客列車則是在號誌站交會與待避。

## 脚注

### 注解
1. ↑  廣域合併後併入北見市